# Лоначевський Олександр Іванович
Олександр Іванович Лоначевський (псевд.-Комаха, Ломака, Петруняка А. та ін.) — український письменник, фольклорист, публіцист.

## Життєпис

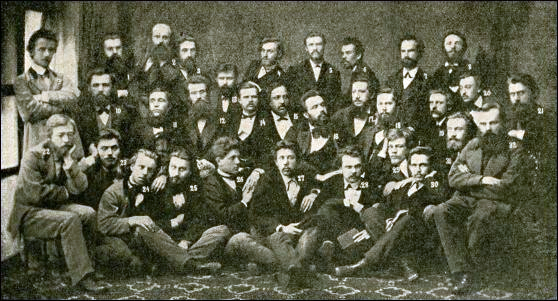
Київська «стара» громада разом зі студентською, 1874 р.
1. Драгоманів, 2. Мик. Ковалевський, 3. Білоусів, 4. Пащенко, 5. Вербицький, 6. К. Андрієвський 7. Беренштам, 8. Антепович, 9. Фаворський, 10. Ор. Левицький (делегат студентів при старій громаді), 11. Лоначевський, 12. Ів. Рудченко, 13. Ф. Вовк. 14. Левицький-Нечуй, 15. Чубинський. 16. Старицький, 17. Рубінштейн, 18. Лисенко, 19. П. Житецький, 20. Ол. Трегубів, 21. М. Воблий, 22. Волянський, 23. Костенко, 24. незвістний, 25. Матвіїв, 26. Комарецький, 27. Ір. Житецький, 28. Ол. Русів (скарбник, з касовою книгою), 29. Т. Біленький, 30. Л. Ільницький (книгар), 31. Діаконенко, 32. М. Левченко. Бракує Антоновича й кількох іще громадян.

Народився в 1841 році. Закінчив Київський університет. Учителював, був директором залізничного училища у Гомелі. Працював інспектором Олександрівської ремісничої школи у києві. Він брав участь в працях «Південно-західного відділення російського географічного товариства» і редагував виданий відділом збірник буковинских пісень Купчанка. Прийнята ним система розташування матеріалу згодом засвоєна була Драгомановим.

## Літературна діяльність
Перші літературні спроби вміщував у рукописі гумористичного журналу «Помийниця», який видавала Київська громада(1863). Друкувався в журналах «Киевская старина» (1882), «Зоря» (оповідання «Гесенська муха», 1885, № 18-19). Автор статей: «Уявлення українців про царя» («Исторический вестник» 1887,№ 3), «Опис місцевих бобрів» (з повір'ями про них; журнал «Природа і охота», 1887,№ 2). Зібрав українські народні пісні (зб. «Пісні про кохання», 1864; упорядкував етнограф Д.Лавренко), казки (зб. «Народные южные сказки» в.1-2, 1869-70; упорядкував І.Рудченко). У 70-і роки редагував «Записки Юго-Западного отдела Российского географического общеста», де зокрема, вмістив нарис «Криниця» (1875). 
У 1875 уклав (за програмою М.Драгоманова) «Сборник песен буковинского народа» (зібрані Г.Купчанком), написав до нього передмову.

## «Сборник песен буковинского народа»
Дана книга являє собою збірник текстів пісень, зібраних у другій половині XIX століття журналістом, етнографом і громадським діячем Буковини Григорієм Купчанком (1849—1902 рр.) для Південно-Західного відділу Імператорського Російського географічного товариства. «Збірник, складений і відредагований київським вченим Олександром Лоначевским», був опублікований в 1875 році.
Пісні в збірнику поділені на шість розділів: пісні культу, пісні про особисте життя, пісні сімейні, політичні, художні та виховні. Структура кожного розділу побудована в залежності від значення предмета, про який співається. Близькі за змістом твори знаходяться поруч. Пізніше систему розташування матеріалу Лоначевского перейняв видатний український історик і політичний мислитель Михайло Петрович Драгоманов (1841—1895 рр.).